# Tempo de setup
Tempo de setup é o período em que a produção é interrompida para que os equipamentos fabris sejam ajustados. O tempo de setup está diretamente relacionado com as variações do produto e o planejamento da produção realizado pela indústria.
Em alguns modelos de produção, como o sistema em lotes, as paradas para ajustes estão mais presentes devido à necessidade de se produzir uma grande variedade de produtos, tornando o controle deste período ocioso, fundamental para a garantia de uma boa produtividade. A busca das empresas pela perfeita sincronia entre o planejamento da produção e a variação de demanda se faz necessário, portanto, para que os lotes tenham o maior tamanho possível, reduzindo-se assim o número de interrupções.